# 橋本尚江
橋本 尚江（はしもと ひさえ、1945年3月1日 - ）は、日本の英文学者、英国文化研究者。北海道大学名誉教授。専門はイギリス・ロマン派詩人の研究、および1980年代以降の多文化社会としての英国文化研究。北海道札幌市出身。

## 経歴
- 1963年　藤女子高等学校卒業
- 1967年　北海道大学文学部英米文学科卒業
- 1972年　北海道大学大学院文学研究科英米文学専攻博士課程単位取得退学
- 1972年　小樽女子短期大学専任講師
- 1974年　北星学園大学文学部専任講師
- 1977年　北海道大学文学部専任講師
- 1979年　北海道大学文学部助教授
- 1980年 - 1981年　ハーバード大学ハーバード燕京研究所客員研究員[2]
- 1988年6月 - 9月　英国レディング大学研究員（Research Fellow）[3]
- 1994年　北海道大学言語文化部教授
- 1997年 - 1998年　英国ウォーリック大学招聘教授（Susan Bassnett副学長による招聘）[4]
- 2001年　北海道大学大学院国際広報メディア研究科教授
- 2001年 - 2003年　北海道大学総長補佐
- 2002年6月 - 9月　英国ケンブリッジ大学客員研究員[5]
- 2008年　定年退職、北海道大学名誉教授[6]
- 2008年 - 2016年　北星学園大学・文京学院大学非常勤講師

## 著書
- 『イギリス文化への招待』簗田憲之共編著、北星堂、1998年、ISBN 4590010615。
- 『日英国際シンポジウム：メディアの中の女性像を読み解く』北海道大学言語文化部、2000年。[7]
- 『Japan-UK International Symposium: Translation and Culture』北海道大学言語文化部、2000年。[8]
- 『イギリス文化：その魅力と多様性』簗田憲之共編著、北海道大学言語文化部、1996年。[9]
- 『変わり行く英国』簗田憲之共編著、北海道大学言語文化部、2005年。[10]

## 共著
- 『近代英文学への招待：形而上派からモダニズムへ』本田錦一郎編、北星堂、1998年、ISBN 4590010658。

## 翻訳
- フェルナンド・サバテール『物語作家の技法―よみがえる子供時代』渡辺洋共訳、みすず書房、1992年、ISBN 4622045486。
- ハワード・タイシャー／ゲイル・タイシャー『アメリカの堕落―中東政策をめぐる野心と嫉妬』高橋宣勝・竹本幸博・園田勝英共訳、毎日新聞社、1993年、ISBN 4620309613。
- ホイットニー・T・クニフォルム『E100チャレンジガイド―これだけは読みたい聖書100箇所』聖書同盟、2019年。[11]

## 主要論文
- 「Forming the Critical Mind—Dryden to Coleridge」『英文学研究』第68巻第2号、日本英文学会、1992年、121-135頁。
- 「ニュートンの虹と詩人の虹―キーツと時代精神」『イギリスロマン派研究』第17号、イギリスロマン派学会、1993年、77-85頁。
- 「Keats and Spenser」『Centre and Circumference: Essays in English Romanticism』Association of English Romanticism in Japan、桐原書店、1995年、69-81頁。

## コラム
- 北海道新聞夕刊「魚眼図」同人として、1995年1月23日の「家は城」から2008年3月25日の「女性の世紀」まで、英国文化、英文学、英語教育、女性論、メディア論などのテーマで計101本のコラムを執筆。[12]

## 国際シンポジウムの企画・主宰
- 「メディアの中の女性像を読み解く」（Japan-UK International Symposium: Changing Images of Women In the Media）、北海道大学言語文化部・ブリティッシュカウンシル共催、北海道大学学術交流会館、1998年11月。基調講演：上野千鶴子、パネリスト：Charlotte Brunsdon、Janice Winship、村松泰子、井上和子、コーディネーター：橋本尚江。[13]
- 「翻訳と文化」（Japan-UK International Symposium: Translation and Culture）、北海道大学言語文化部・ブリティッシュカウンシル共催、北海道大学学術交流会館、1999年11月。基調講演：Susan Bassnett、パネリスト：Jane Stevenson、William Jones、高橋宣勝、簗田憲之、コーディネーター：橋本尚江。[14]